# Diamant pectoral
El diamant pectoral (Heteromunia pectoralis) és un ocell de la família dels estríldids (Estrildidae) i única espècie del gènere Heteromunia Mathews, 1913.

## Hàbitat i distribució
Habita sabanes àrides i estepes espinoses al nord d'Austràlia des del nord d'Austràlia Occidental, cap a l'est, a través de nord del Territori del Nord, fins al nord-oest i centre de Queensland.